# El quart pis
El quart pis (títol original en anglès: The 4th Floor) és una pel·lícula estatunidenca dirigida per Josh Klausner, estrenada el 1999. Ha estat doblada al català. El rodatge s'ha desenvolupat el setembre de 1998 a Nova York i Sant-Jean, al Canadà.

## Argument
Jade Emelin (Juliette Lewis) hereta un pis a Nova York. Però els seus veïns no estan gens encantats de veure-la; ràpidament es mostren amenaçadors.

## Repartiment
- Juliette Lewis: Jane Emelin
- William Hurt: Greg Harrison
- Shelley Duvall: Martha Stewart
- Austin Pendleton: Albert Collins
- Tobin Bell: el serraller
- Robert Costanzo: l'exterminador
- Sabrina Grdevich: Cheryl
- Artie Lange: Jerry
- George Pottle: Mr Bryant
- Lorna Millican: Mme Bryant
- Todd Green: el veí Drag Queen
- Paul Oullette: el ballarí de tango
- Ardon Bess: el propietari del magatzem
- Heidi Jo Markel: Ashley
- Mark TÉ. Owen: el repartidor de televisió

## Banda original
- Mantra Down, interpretat per L7
- Belle in Love, interpretat per Brian Tyler
- Undershadow, interpretat per Brian Tyler